# 야지마 마사오
야지마 마사오(일본어: 矢島 正雄, 1950년 2월 15일 ~ )은 일본의 각본가이자 만화원작가이다. 가나가와현 출신으로 도요 대학을 졸업했다. 2009년 11월 24일에 시나리오 스쿨 '야지마 마사오 각본 기숙사'를 개강했다.